# Discografia delle The Cheetah Girls
Di seguito sono riportati gli album e i singoli pubblicati dal gruppo statunitense delle Cheetah Girls.

## Album

### Album in studio
| Anno | Album | Vendite       |
| ---- | --- | ------------- |
| 2005 | Cheetah-licious Christmas - Pubblicato: 11 ottobre 2005 - Etichetta: Walt Disney Records - Formati: CD, download digitale | - US: 376 000 |
| 2007 | TCG - Pubblicato: 19 giugno 2007 - Etichetta: Hollywood Records - Formati: CD, download digitale                          | - US: 126 000 |

### Album dal vivo
| Anno | Album | Classifiche | Vendite      |
| Anno | Album | USA Kid     | Vendite      |
| ---- | --- | ----------- | ------------ |
| 2007 | In Concert: The Party's Just Begun Tour - Pubblicato: 10 luglio 2007 - Etichetta: Walt Disney Records - Formati: CD, download digitale | 12          | - US: 24 000 |

### EP
| Anno | Album |
| ---- | --- |
| 2007 | TCG EP - Pubblicato: 25 settembre 2007 - Etichetta: Hollywood Records - Formati: CD                               |
| 2008 | The Cheetah Girls Soundcheck - Pubblicato: 19 agosto 2008 - Etichetta: Walt Disney Records, Walmart - Formati: CD |

### Colonne sonore
| Anno | Album | Classifiche | Classifiche | Vendite         | Certificazioni                          |
| Anno | Album | USA         | ITA         | Vendite         | Certificazioni                          |
| ---- | --- | ----------- | ----------- | --------------- | --------------------------------------- |
| 2003 | The Cheetah Girls - Pubblicato: 12 agosto 2003 - Etichetta: Walt Disney Records - Formati: CD, download digitale            | 33          | 29          | - US: 1 964 000 | - USA: 2x Platino                       |
| 2006 | The Cheetah Girls 2 - Pubblicato: 15 agosto 2006 - Etichetta: Walt Disney Records - Formati: CD, download digitale          | 5           | 58          | - US: 1 400 000 | - ARG: Oro - UK: Argento - USA: Platino |
| 2008 | The Cheetah Girls: One World - Pubblicato: 19 agosto 2008 - Etichetta: Walt Disney Records - Formati: CD, download digitale | 13          | 95          | - US: 140 000   |                                         |

## Singoli
| Anno | Titolo                            | Album                               | Posizione in classifica | Posizione in classifica | Posizione in classifica | Posizione in classifica |
| Anno | Titolo                            | Album                               | U.S.A.                  | UK                      | iTunes                  | Radio Disney            |
| ---- | --------------------------------- | ----------------------------------- | ----------------------- | ----------------------- | ----------------------- | ----------------------- |
| 2003 | Cinderella                        | The Cheetah Girls Soundtrack        | —                       | —                       | —                       | 1                       |
| 2003 | Girl Power                        | The Cheetah Girls Soundtrack        | —                       | —                       | —                       | 16                      |
| 2004 | Cheetah Sisters                   | The Cheetah Girls Soundtrack        | —                       | —                       | —                       | 11                      |
| 2005 | I Won't Say (I'm in Love)         | DisneyMania, Vol. 3                 | —                       | —                       | —                       | 30                      |
| 2005 | Shake a Tail Feather              | Chicken Little - Amici per le penne | —                       | —                       | —                       | —                       |
| 2005 | Cheetah-licious Christmas         | Cheetah-licious Christmas           | —                       | —                       | —                       | —                       |
| 2005 | Five More Days 'Til Christmas     | Cheetah-licious Christmas           | —                       | —                       | —                       | —                       |
| 2005 | I Won't Say (GRRL Power Remix) ** | DisneyRemixMania                    | —                       | —                       | —                       | —                       |
| 2006 | If I Never Knew You               | DisneyMania, Vol. 4                 | —                       | —                       | —                       | —                       |
| 2006 | The Party's Just Begun            | The Cheetah Girls 2 Soundtrack      | 85                      | 53                      | 34                      | 7                       |
| 2006 | Strut                             | The Cheetah Girls 2 Soundtrack      | 53                      | —                       | 15                      | 3                       |
| 2006 | Step Up                           | The Cheetah Girls 2 Soundtrack      | 106                     | —                       | 56                      | 14                      |
| 2006 | Amigas Cheetahs                   | The Cheetah Girls 2 Soundtrack      | 110                     | —                       | 62                      | 6                       |
| 2006 | Route 66                          | The Cheetah Girls 2 Soundtrack      | —                       | 118                     | —                       | 22                      |
| 2007 | Girls Just Want to Have Fun       | —                                   | —                       | —                       | —                       | —                       |